# نزار النداوي
نزار النداوي (ولد في بغداد في 13 ديسمبر 1962) هو شاعر ومنتج أفلام وثائقية وكاتب ومترجم عراقي.

## سيرة موجزة
ولد نزار بنيان محمد العبد الله النداوي في بغداد في 13 ديسمبر 1962، ودرس في مدارسها الرسمية ثم واصل دراسته الخاصة على يد بعض المتخصصين باللغة والأدب، كما تأثر بوالدته السيدة سكنة بنت سعيد الدّراجي، التي كانت شاعرة أيضًا، فبدأ نظم الشعر في سن مبكرة متأثرًا بكبار شعراء العرب، قبل أن يتخذ لنفسه أسلوبًا خاصًا به.
اشتغل النداوي بالكتابة الصحفية، كما عمل بالترجمة لبعض الإذاعات العربية، وشارك في مهرجانات أدبية في أوروبا والعالم العربي ونُشرت قصائده في المجلات الأدبية والثقافية وتأهل للمنافسات النهائية لجائزة كتارا لشاعر الرسول في دورتها الخامسة سنة 2021.

## المؤلفات
- من أين لنارك هذا الثلج (مجموعة شعرية، بيروت 2001)[2]
- ممالك مسروقة الوقت (مجموعة شعرية، دار الرافدين، 2017)[5][7]

## وصلات خارجية
- صفحة نزار النداوي على موقع القصيدة.كوم
- قصيدة "شهقة الزعفران" للشاعر نزار النداوي، من موقع "نخيل عراقي"
- موقع "عالم الثقافة": قراءة نقدية في قصيدة (مكاتيب جسر الأئمة) للشاعر العراقي نزار النداوي.